# Kunst und Künstler
Die deutsche Zeitschrift Kunst und Künstler: illustrierte Monatsschrift für bildende Kunst und Kunstgewerbe war ein – von vielen als schönste Kunstzeitschrift bezeichnetes – Periodikum, das während des ersten Drittels des 20. Jahrhunderts die Kunstrezeption nach der Kaiserzeit und auch der Weimarer Republik in Deutschland prägte.

## Geschichte
Als das wohl bekannteste verlegerische Produkt von Bruno Cassirer in Berlin-Tiergarten gegründet, wurde die Monatsschrift schon bald für die kunstinteressierte Öffentlichkeit zur einflussreichsten Publikation. Sie erschien von Jahrgang 1 (1902/03) bis Jahrgang 32 (1933) unter der Herausgeberschaft zunächst von Emil Heilbut und Cäsar Flaischlen im Verlag Bruno Cassirer, Berlin. Seit 1907 wurde sie von dem Kunstkritiker und -publizisten Karl Scheffler, einem engagierten Verfechter zeitgenössischer europäischer Kunst, herausgegeben. Seinem publizistischen Einfluss ist unter anderem zu verdanken, dass die in den Jahren vor dem Ersten Weltkrieg in Deutschland noch höchst umstrittene Kunstrichtung des Impressionismus vom damaligen Publikum zunehmend akzeptiert wurde.
Inhaltlich widmete sich die Zeitschrift, das machte einen Teil ihres Erfolg aus, nicht nur der bildenden Kunst, sondern auch dem Design, der Architektur, der Gartenkunst, der Kulturpolitik und Museumsgestaltung. Sie kritisierte immer wieder scharf die Kunstpolitik Kaiser Wilhelm II., war zentral in den von Scheffler mit initiierten Kämpfen des Berliner Museumskriegs der 1920er-Jahre um die Neugestaltung der Berliner Museen. Kunst und Künstler veröffentlichte Rezensionen von Büchern, Bauten, Kunstwerken, die gleichzeitig als Reproduktionen in den Heften gedruckt wurden. Illustrationen und Originalgraphik von beteiligten Künstlern wie etwa Arnold Böcklin, Anselm Feuerbach, Max Klinger, Max Liebermann, Giovanni Segantini, Max Slevogt, Hans Thoma, Wilhelm Trübner, und Karl Walser, die zum Teil auch als Autoren in Erscheinung traten, markierten die Besonderheit dieses Periodikums, machten nach dem Vorbild der Kunstzeitschrift Pan jede Ausgabe zu einem Sammlerstück. Daneben erschienen kontinuierlich Beiträge zu kunsthistorischen, kunsttheoretischen, kunst- und architekturwissenschaftlichen, städtebaulichen und Denkmalpflegemethodischen Themen namhafter Autoren. Deren Zahl und Bedeutung sicherten den Ruf und den Erfolg dieser Monatsschrift nachhaltig bis heute.
Nach dem Wahlsieg und der Machtübernahme der Nationalsozialisten erschienen noch fünf Hefte (Heft 2 bis Heft 6); in Heft sechs teilte Karl Scheffler den Lesern das Ende des Erscheinens von Kunst und Künstler mit, in einem „Das letzte Wort“ überschriebenen Text, der seine Grundeinstellungen zusammenfasst: „Der Entschluss, der Zeitschrift ihre Haltung zu geben, war bewußt ein Bekenntnis zum ewig Unpopulären. Wir glauben, daß die Knst zu jenen Kräften der Nation gehört, die nicht unmittelbar auf das Ganze zu wirken bestimmt sind, sondern zunächst auf einen kleinen Kreis und durch diesen erst – in stetig sich erweiternden Bewegungsringen – auf alle. Diese mittelbare soziale Wirkung ist stark und nachwirkend, weil das Künstlerische seiner Natur nach aristokratisch ist. Darum muss, wer der Kunst selbstlos dienen will, das Sittengesetz frei leben und auf den Beifall der Menge verzichten können. […] Das letzte Wort, das wir aussprechen, erfüllt von Sorge zwar, aber doch auch von Ehrfurcht, Liebe und unerschütterter Zuversicht, es ist das Wort, dem alle Mühe galt: Die Kunst!“

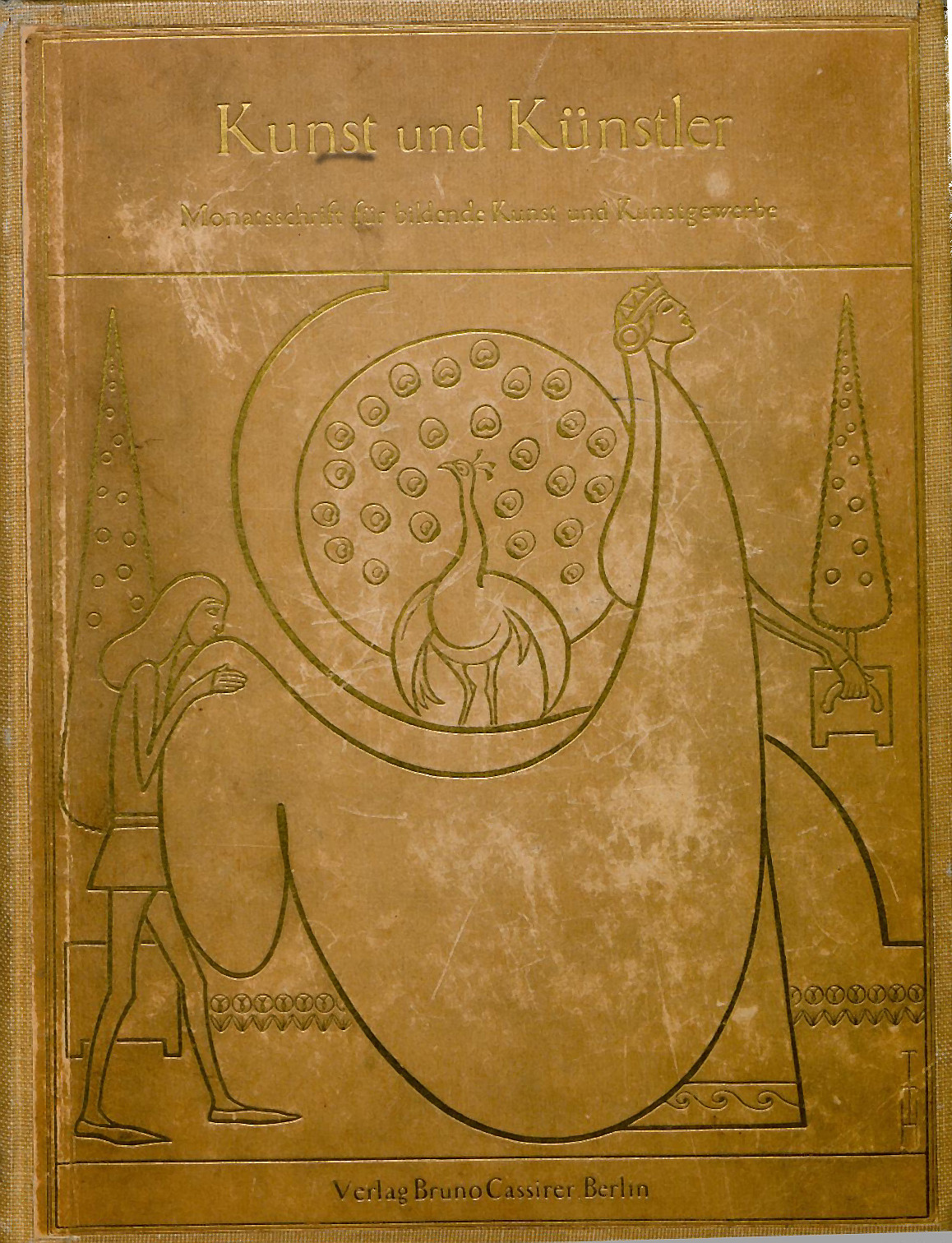
Einbanddeckel 1. Jg. 1902 (von Th. Th. Heine)
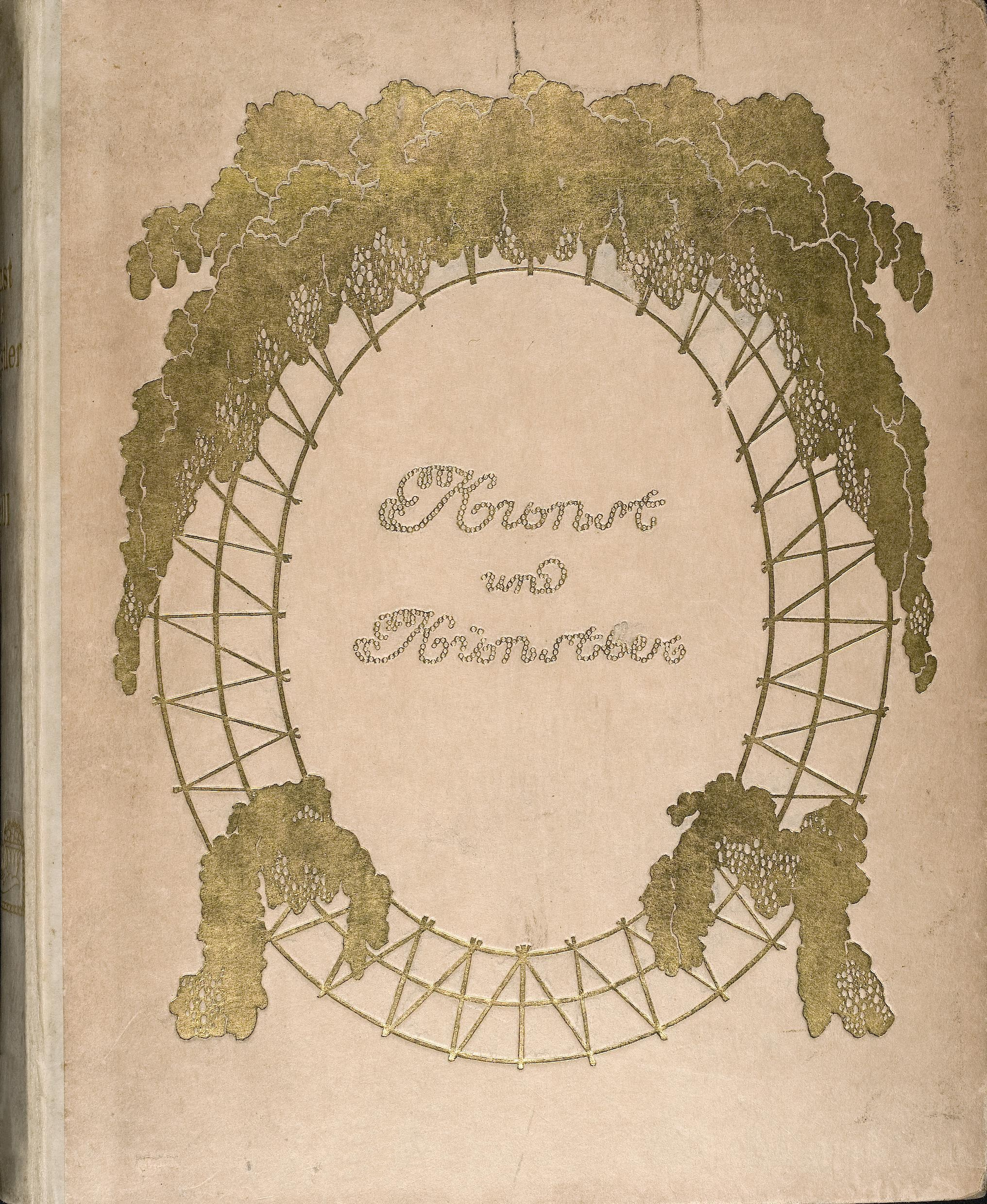
Einbanddeckel 22. Jg. 1924
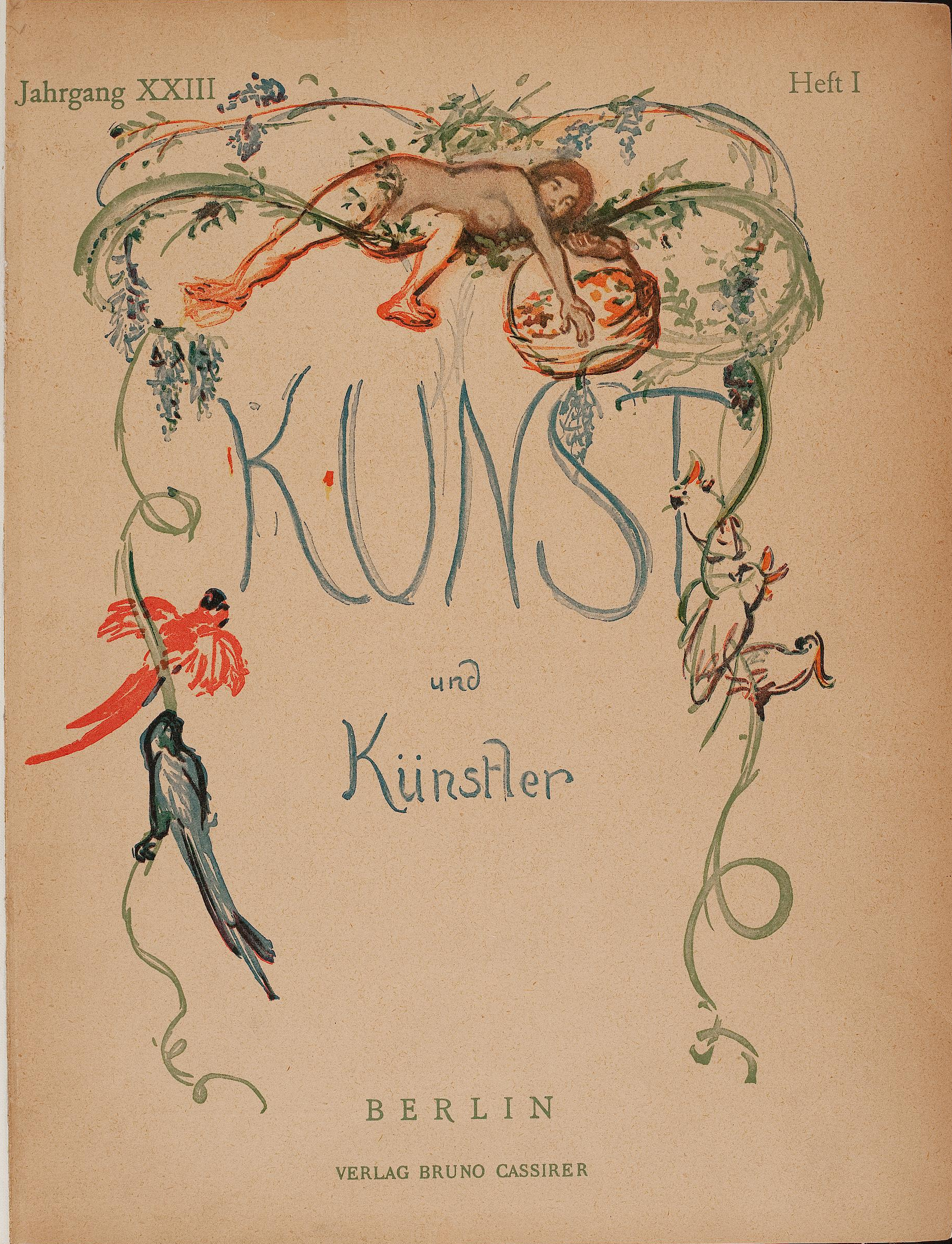
Titelblatt 23. Jg. 1925 (von Max Slevogt)
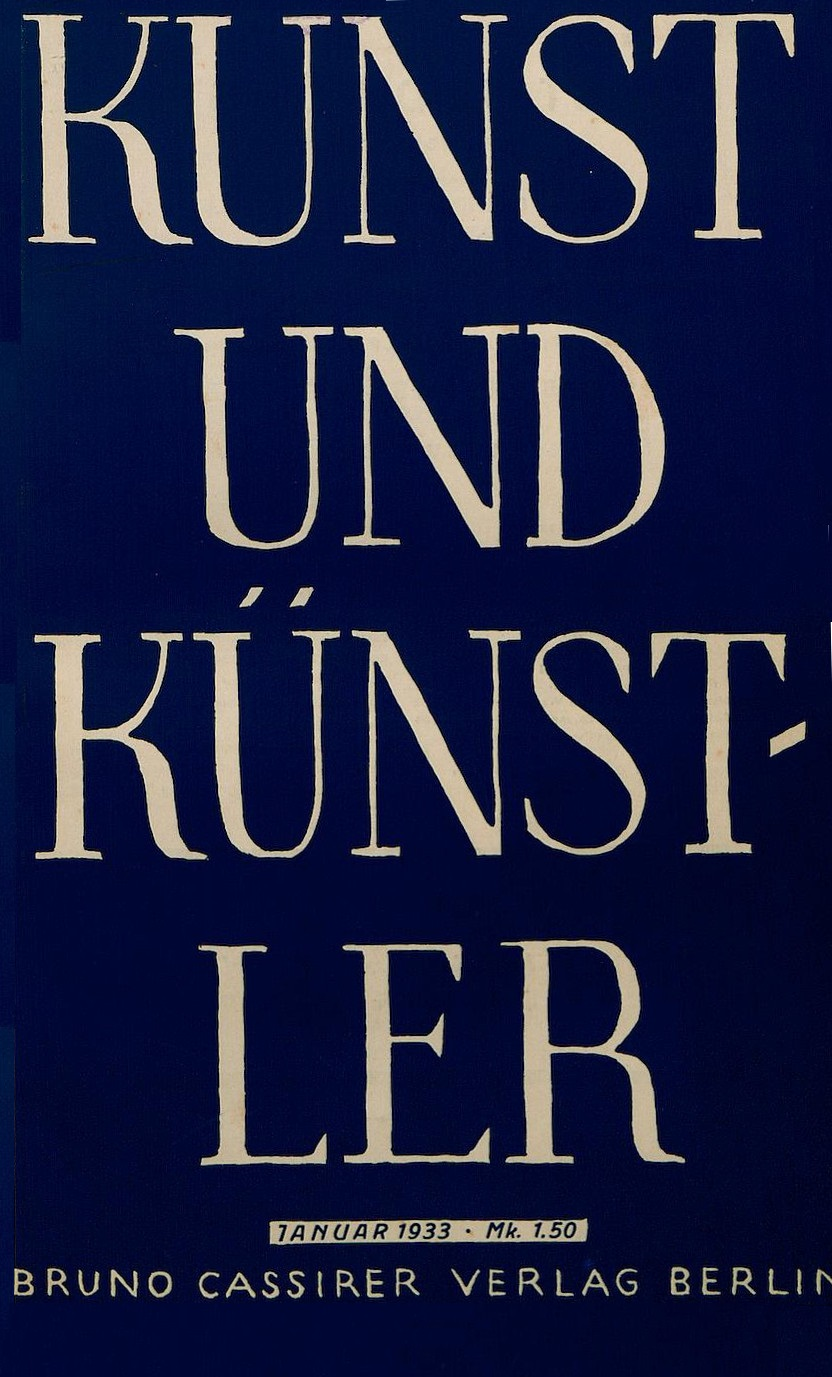
Letztes Titelblatt, 32. Jg. Januar 1933

## Autoren
Im Laufe der 31 Erscheinungsjahre schrieben rund 350 Autoren ihre Beiträge für Kunst und Künstler.
A
- Paul Adler
- Friedrich Ahlers-Hestermann
- Wilken von Alten
- Walter Andrae
- Hans Ankwicz-Kleehoven
- Andreas Aubert
- Julius Aufseesser (1878–1942)

B
- Ludwig Bachhofer (1894–1976)
- Bernhard Baer (1905–1983)
- Gustav Barthel (1903–1973)
- Otto Bartning
- Adolphe Basler
- Hermann Beenken
- Ida Beer-Walbrunn
- Walter Curt Behrendt
- Otto Benesch
- Ernst Benkard
- Émile Bernard
- Ignaz Beth
- Hans Bethge
- André Beaunier
- Kurt Biebrach (1882–19??)
- Justus Bier
- Vitale Bloch (1900–1975)
- Elfried Bock (1880–1960)
- Wilhelm von Bode
- Max von Boehn
- Hans Börger (1880–1971)
- Walter Bombe (1873–1946)
- Walter Bondy
- Ludwig Borchardt
- Wolfgang Born (1893–1949)
- Ludwig Burchard
- Georg Brandes
- Max Braumann (1880–1969)
- Robert Breuer
- Albert E. Brinckmann
- Justus Brinckmann
- Wolfgang Bruhn
- Heinrich Bulle

C
- Charles Camoin
- Maxime Du Camp
- Carl Capek
- Eugène Carrière
- Walter Cohen
- William Cohn
- Lovis Corinth
- Edward Gordon Craig

D
- Robert Dangers
- Theodor Demmler
- Maurice Denis
- Werner R. Deusch
- Victor Dirksen
- Walter Dittmann
- Albert Dresdner
- Marie Dormoy
- Friedrich Dörnhöffer
- Théodore Duret

E
- Kurt Karl Eberlein
- Rudolph Eberstadt
- Hans Eckstein
- Mussia Eisenstadt
- Max Eisler (1881–1937)[2]
- Bruno Eisner (1884–1978)
- Julius Elias
- Alexander Eliasberg
- August Endell
- Julius Engel
- Paul Ernst
- Herbert Eulenberg

F
- Hans von Faber du Faur
- Otto von Falke
- Hedwig Fechheimer
- Paul Fechter
- Arnold Federmann
- Conrad Felixmüller
- Karl Figdor
- Oskar Fischel
- Adolf Fischer
- Otto Fischer
- Theodor Fontane
- K. Fried
- Max Friedländer
- Walter Friedlaender
- Fritz Friedrichs
- Efraim Frisch

G
- Hermann Ganz
- Gustave Geffroy
- Hermann Gehri
- Oscar Gehrig
- Willi Geiger
- Kurt Gerstenberg
- Otto Gerstenberg
- Curt Glaser
- Heinrich Glück
- Erhard Göpel
- Alfred Gold
- Adolph Goldschmidt
- Botho Graef
- Robert Graf
- Richard Graul
- Otto Grautoff
- Curt Gravencamp
- August Griesebach
- Rudolf Grossmann
- Ernst Grosse
- George Grosz
- Ludwig Grote
- Cornelius Gurlitt

H
- Hugo Haberfeld
- Curt Habicht
- Hugo Häring
- Karl Hagemeister
- Richard Hamann
- Erich Hancke (1871–1954)
- Ernst Harms
- Gustav Friedrich Hartlaub
- Gerhart Hauptmann
- Wilhelm Hausenstein
- Emil Heilbut
- Th. Th. Heine
- Anna Wertheimer
- Gottfried Heinersdorff
- Carl Georg Heise
- Fritz Hellwag (1871–1950)
- Paul Henning
- Elisbeth Henschel-Simon (1897–1946)
- Wolfgang Herrmann
- Eduard Heyck
- Alfred Walter Heymel
- Hans Hildebrandt
- Ludwig Hilberseimer
- Marlice Hinz
- Dora Hitz
- Heinrich Höhn (1881–1942)[3]
- Otto Höver
- Hugo von Hofmannsthal
- Ernst Hohenemser (1870–1940)[4]
- Arthur Holitscher
- Walter Hugelshofer (1899–1987)
- Hans Huth (1892–1977)

I
- Jozef Israëls

J
- Karl Wilhelm Jähnig (1888–1960)
- Hans Jantzen
- Georges Jeanniot
- Gotthard Jedlicka
- Peter Jessen
- André Jolles

K
- Hans Karlinger
- Hans Kauffmann
- Hugo Kehrer
- Martin Kessel
- Harry Kessler
- Ellen Key
- Eduard von Keyserling
- Hermann Graf Keyserling
- J. Kirchner
- Erich Klossowski
- Kurt Kluge
- Karl Koch
- Karl Koetschau
- Eduard Kolloff
- Christian Koren-Wiberg
- Siegfried Kracauer
- Paul Kristeller
- Alfred Kubin
- Ernst Kühnel
- Otto Kümmel
- Alfred Kuhn
- Kurt Kusenberg

L
- Jules Laforgue
- Albert Lamm
- Franz Landsberger
- Carl Larsson
- C. I. Lauweriks
- Julius Levin
- Alfred Lichtwark
- Max Liebermann
- Helmuth Liesegang
- Carl Linfert
- Frits Lugt
- Joseph August Lux
- Eugen Lüthgen

M
- Dugald Sutherland MacColl
- Hans Mackowsky
- Paul Mahlberg
- Klaus Mann
- Günther Martin (1896–1944)[5]
- Kurt Martin
- Roger Marx
- Anton Mayer
- August Liebmann Mayer
- J. Mayr
- Hans Meid
- Ludwig Meidner
- Julius Meier-Graefe
- Peter Meyer
- Max Meyerfeld
- Paul Friedrich Meyerheim
- Ernst Michalski (1901–1936)[6]
- Leo Michelson
- Wilhelm Modersohn
- George Augustus Moore
- Christian Morgenstern
- Ludwig Moser
- Thomas Muchall-Viebrook
- Konrad Müller-Kaboth
- Hermann Muthesius

N
- Fritz Neugass
- Carl Neumann
- Alfred Neumeyer
- Georg Nordensvan

O
- Emil Orlik
- Karl Ernst Osthaus
- Konrad Ott

P
- Walter Paatz
- Gustav Pauli
- Anton von Perfall
- Eduard Plietzsch (1886–1961)[7]
- Otto Pniower
- Georg Poensgen
- Josef Ponten
- Josef Poppelreuter
- Felix Poppenberg
- Leó Popper
- Hans Posse
- Hermann Post
- Emil Preetorius
- Antonin Proust
- Heinrich Pudor
- Hans Purrmann

R
- Louis Réau
- Heribert Reiners
- Paul Renner
- Magda Révész-Alexander (1885–1972)
- Fritz Rhein
- Richard Riemerschmid
- Erich Paul Riesenfeld
- Rainer Maria Rilke
- Grete Ring
- Arthur Roessler
- Franz Roh
- Johan Rohde (1856–1935)
- Jakob Rosenberg
- Hans Rosenhagen
- Severin Rüttgers
- Udo Rukser
- Fritz Rumpf

S
- Friedrich Sarre
- Max Sauerlandt
- Karl Schaefer
- Hans Otto Schaller
- Rosa Schapire
- Karl Scheffler
- Gustav Schiefler
- Hermann Schlittgen
- Paul Ferdinand Schmidt
- Robert Schmidt
- Karl Schmidt-Hellerau
- Hermann Schmitz
- Karl Schnaase
- Arthur von Schneider (1886–1968)
- Ludwig Schnorr von Carolsfeld
- W. Scholz
- Bruno Schröder
- Anna Schubert
- Edmund Schüler (1873–1953)[8]
- Marie Schuette
- Wolfgang Schütz
- Richard L.F. Schulz
- Ernst Schur
- Günther Schwark
- Max Schwimmer
- Richard Sedlmaier
- Richard Seewald
- Woldemar von Seidlitz
- Seiffert-Wattenberg
- Franz Servaes
- Oswald Sickert
- Hans Wolfgang Singer
- Alfred Sisley
- Max Slevogt
- Fritz Stahl
- Kurt Steinbart
- Walter Stengel
- Jan Benno Stokvis
- Georg Swarzenski
- Eckart von Sydow (1885–1942)[9]
- Ladislas Szecsi
- Felix Szkolny

T
- Werner Technau
- Edith von Térey
- Gabriel von Térey
- Heinrich Tessenow
- Jens Thiis
- Hans Tietze
- Erica Tietze-Conrat
- Georg Treu
- Hugo Troendle
- Johannes Trojan
- Wilhelm Trübner
- Hugo von Tschudi

U
- Hermann Ubell
- Hermann Uhde-Bernays
- Otto Unrein
- Emil Utitz

V
- Wilhelm Reinhold Valentiner
- Henry van de Velde
- Louis Vauxelles
- Jan Veth
- Robert Vischer
- Karl Voll
- Ambroise Vollard
- Hans Vollmer
- Hermann Voss

W
- Wilhelm Waetzoldt
- Emil Waldmann
- Ernst Waldschmidt
- Victor Wallerstein
- Robert Walser
- George Frederic Watts
- Hermann von Wedderkop
- Ernst Weil (1891–1965)[10]
- Kurt Wehlte
- Werner Weisbach
- Heinrich Weizsäcker
- Hans Wendland
- Otto Wenzel
- Paul Wescher
- Fritz Wichert
- Richard Wilde
- Franz Winter
- Fritz Witte
- Heinrich Wölfflin
- Willi Wolfradt
- Wilhelm Worringer
- Ernst Würtenberger

Z
- Christian Zervos
- Heinrich Zille
- Otto Zoff
- Paul Zucker